# クアラトレンガヌ
クアラ・トレンガヌ（Kuala Terengganu）は、マレーシアにあるトレンガヌ州の州都である。

## 概要
マレーシア半島東岸、南シナ海に面する位置にある。市の名前は、トレンガヌ川の河口にあるため、文字通り「トレンガヌの河口」という意味。

## 歴史
町は現在の中華街である一本の通りから始まった。15世紀には中国とマレー半島の貿易は開始され、中国人家族が住みついた。現在中華街にある建物では200年前のものもある。その後マラッカ王国がこの町を占領した後、中国からの影響は少なくなり、むしろインド、中国、東南アジア諸国とマラッカ王国の重要な貿易拠点はマラッカに移った。
戦前には日本人も住み着き、今でも当時の古い看板などが見られるところもある。

## 産業
主な産業としては、過去には造船業も伝わっていたが、現在では食品加工、衣料品、繊維、漁業、農業、サービス業及び観光である。特に観光については、近郊の海のきれいなレダン島 (Pulau Redang) 、プルフンティアン島 (Pulau Perhentian) 、カパス島 (Pulau Kapas) への連絡地として多くのダイバー達が立ち寄る。

## 交通
この町からトレンガヌ川の上流への船便や、他の海岸沿いの町への道路交通が連絡している。

### 空港
- スルタン・マァムド空港 (Sultan Mahmud Airport)

IATA空港コード：TGG
トレガンヌ川の対岸にある中規模空港である。

### バス
長距離バスターミナルでは、クアラ・ルンプール、ジョホール・バル、クアンタン、コタ・バル、ドゥンガンなどへの長距離バスが発着する。

## 観光
市街には、中華街、中央市場、スルタンの王宮、トレンガヌ州博物館などがある。
ウミガメが産卵することで知られるランタウ・アバン村へは、長距離バスターミナルよりドゥンガン行きのバスで約90分。

## クアラトレンガヌが舞台の作品
- 映画「ハリマオ」